# Élections municipales partielles de 1990 à Dunkerque
Les élections municipales ont lieu le 25 mars 1990 à Dunkerque.

## Mode de scrutin
Le mode de scrutin à Dunkerque est celui des villes de plus de 1 000 habitants : la liste arrivée en tête obtient la moitié des 49 sièges du conseil municipal. Le reste est réparti à la proportionnelle entre toutes les listes ayant obtenu au moins 5 % des suffrages exprimés. Un deuxième tour est organisé si aucune liste n'atteint la majorité absolue et au moins 25 % des inscrits au premier tour. Seules les listes ayant obtenu aux moins 10 % des suffrages exprimés peuvent s'y présenter. Les listes ayant obtenu au moins 5 % des suffrages exprimés peuvent fusionner avec une liste présente au second tour.

## Contexte
Le lundi 5 mars 1990, le Conseil d'État annule l'élection municipale de Dunkerque, qui en mars 1989, avait vu la victoire du ministre socialiste de l'Equipement et des Transports, Michel Delebarre, sur le maire sortant CNIP, Claude Prouvoyeur, par 116 voix d'avance. De nouvelles élections sont alors organisées.

## Résultats
- Maire sortant : Michel Delebarre (PS)
- 49 sièges à pourvoir (population légale 1990 : 70 331 habitants)

|                           | Michel Delebarre * | PS - PCF - MRG - LV - DVG (UG) | 18 548 | 52,58  | 38 |  |  |  |
| Dunkerque gagne           |                    |                                | 18 548 | 52,58  | 38 |  |  |  |
|                           | Claude Prouvoyeur  | CNIP - RPR - CDS - PR (UD)     | 13 859 | 39,29  | 9  |  |  |  |
| Un maire dans notre ville |                    |                                | 13 859 | 39,29  | 9  |  |  |  |
|                           | Philippe Eymery    | FN                             | 2 865  | 8,12   | 2  |  |  |  |
| Les Dunkerquois d'abord   |                    |                                | 2 865  | 8,12   | 2  |  |  |  |
|                           |                    |                                |        |        |    |  |  |  |
| Inscrits                  | Inscrits           | Inscrits                       | 48 769 | 100,00 |    |  |  |  |
| Abstentions               | Abstentions        | Abstentions                    | 12 895 | 26,44  |    |  |  |  |
| Votants                   | Votants            | Votants                        | 35 874 | 73,56  |    |  |  |  |
| Blancs et nuls            | Blancs et nuls     | Blancs et nuls                 | 602    | 1,23   |    |  |  |  |
| Exprimés                  | Exprimés           | Exprimés                       | 35 272 | 72,32  |    |  |  |  |
| * Liste du maire sortant  |                    |                                |        |        |    |  |  |  |

## Conséquences
Michel Delebarre est réélu maire de Dunkerque le 30 mars 1990 par 38 voix contre 2 à Philippe Eymery et 9 abstentions.

## Logos des candidats

Logo de campagne de Claude Prouvoyeur